# Peter Bülow
Peter Bülow (* 14. März 1941 in Berlin; † 9. Februar 2024) war ein deutscher Rechtswissenschaftler.

## Leben
Nach dem Abitur am Goethe-Gymnasium (Frankfurt am Main) 1962 war Bülow für zwei Jahre bei der Bundesmarine. Nach dem Studium der Rechtswissenschaft in Frankfurt am Main und München legte er das 1. Examen 1969 in Frankfurt am Main und das 2. Examen 1972 in Wiesbaden ab. Nach der Promotion zum Dr. iur. 1972 bei Benvenuto Samson war er selbstständiger Rechtsanwalt und Fachanwalt für Steuerrecht am Oberlandesgericht Frankfurt. Er war Mitarbeiter der TU Darmstadt und der Universität Saarbrücken. Nach der Habilitation bei Dietrich Schultz 1981 (venia legendi für Bürgerliches Handels- und Wirtschaftsrecht) in Saarbrücken folgte er 1982 einem Ruf an die Universität Trier. 1992 wurde er Ehrendoktor an der Universität Miskolc.

## Schriften (Auswahl)
- Gleichförmiges Unternehmensverhalten ohne Kommunikation. Die kartellrechtliche Bewertung des bewußten Parallelverhaltens nach dem Gesetz gegen Wettbewerbsbeschränkungen und dem Recht der Europäischen Gemeinschaften. Zugleich ein Beitrag zum kartellrechtlichen Mißbrauchsbegriff. Berlin 1983, ISBN 3-428-05275-7.
- mit Gerhard Ring, Markus Artz und Kerstin Brixius: Heilmittelwerbegesetz. Gesetz über die Werbung auf dem Gebiete des Heilwesens (HWG). Köln 2016, ISBN 978-3-452-28242-2.
- Recht der Kreditsicherheiten. Sachen und Rechte, Personen. Heidelberg 2017, ISBN 3-8114-4538-3.
- mit Markus Artz: Verbraucherkreditrecht. Entgeltliche und unentgeltliche Darlehen und Finanzierungshilfen, Verbraucher und Unternehmer, Widerruf und verbundene Geschäfte, Kreditvermittlung, IPR (Rom I-VO), Mahnverfahren, Art. 17 EuGVVO. München 2019, ISBN 3-406-72869-3.